# 滋賀県道218号横溝秦荘線
滋賀県道218号横溝秦荘線（しがけんどう218ごう よこみぞはたしょうせん）は、滋賀県東近江市から愛知郡愛荘町に至る一般県道である。

## 概要
東近江市横溝町から愛知郡愛荘町岩倉に至る。
東近江市旧湖東町から田園地帯と家屋地帯を通り抜け、愛知郡愛荘町旧秦荘町にいたる路線である。
火の神様であり、滋賀県唯一の大神様といわれる押立神社前を通る。

### 路線データ
- 起点：東近江市横溝町（善明寺交差点、滋賀県道213号湖東彦根線交点）
- 終点：愛知郡愛荘町岩倉（滋賀県道216号雨降野今在家八日市線交点）
- 総延長：3.9 km

## 路線状況

### 道路施設

#### 橋梁
- 香橋（南川、愛知郡愛荘町）
- 昭和橋（宇曽川、愛知郡愛荘町）

## 地理

### 通過する自治体
- 滋賀県
  - 東近江市 - 愛知郡愛荘町

### 交差する道路
| 交差する道路                                                     | 市町村名 | 市町村名 | 交差する場所 | 交差する場所        |
| ---------------------------------------------------------------- | -------- | -------- | ------------ | ------------------- |
| 滋賀県道213号湖東彦根線                                          | 東近江市 | 東近江市 | 横溝町       | 善明寺交差点 / 起点 |
| 滋賀県道28号湖東愛知川線                                         | 愛知郡   | 愛荘町   | 香之庄       | 香之庄交差点        |
| 滋賀県道216号雨降野今在家八日市線 滋賀県道220号松尾寺豊郷線 重複 | 愛知郡   | 愛荘町   | 岩倉         | 終点                |

### 沿線
- 善明禅寺
- 東近江市立湖東第二小学校
- 歴史民俗資料館
- 押立神社（国の重要文化財）
- 古墳公園（弁天塚古墳、赤塚古墳）
- スズカ繊維
- 阿釈院
- 運命水神社
- 御霊神社
- 秦荘町民武道館
- 秦荘郵便局
- 教照寺
- 秦川保育園
- 軽野神社